# Shakunetsu no Takkyū Musume
Shakunetsu no Takkyū Musume (灼熱の卓球娘 Shakunetsu no Takkyū Musume?)  es una de manga japonesa de Yagura Asano sobre tenis de mesa. Comenzó la serialización en la revista de manga shōnen de Shueisha, Jump SQ.19 en 2013. Después de que Jump SQ.19 terminara de publicarse en 2015, el manga se trasladó a la plataforma en línea de Shueisha, Tonari no Young Jump. Se ha recogido en siete volúmenes de tankōbon. Una adaptación de serie de televisión de anime hecha por Kinema Citrus se emitió en Japón entre octubre y diciembre de 2016. La serie terminó el 1 de febrero de 2019.

## Personajes

### Suzumegahara Municipal Junior High
Koyori Tsumujikaze (旋風 こより Tsumujikaze Koyori?)
Seiyū: Yumiri Hanamori
Una tímida estudiante de transferencia que se une al club de tenis de mesa de Suzumegahara. Le encanta el tenis de mesa y fue semifinalista de prefectura en su escuela anterior.
Agari Kamiya (上矢 あがり Kamiya Agari?)
Seiyū: Minami Tanaka
De segundo año en el club de tenis de mesa y el as antes de que Koyori se uniera al club.
Hanabi Tenka (天下 ハナビ Tenka Hanabi?)
Seiyū: Marika Kōno
El segundo miembro del club de tenis de mesa que es compañero de clase con Koyori y Agari. Ella es una chica enérgica que posee un estilo de juego ofensivo que implica retornos rápidos.
Hokuto Itsumo (出雲 ほくと Itsumo Hokuto?)
Seiyū: Yūki Kuwahara
Un segundo miembro del club de tenis de mesa que es amigo de Hanabi. Por lo general, usa un estilo de juego calculador, lo que le permite manipular la forma en que sus oponentes golpean la pelota y puede adivinar qué tipo de ropa interior lleva alguien de su paleta. Su familia tiene una tienda especializada en tenis de mesa.
Mune Ōmune (大宗 夢音 Ōmune Mune?)
Seiyū: Ayaka Imamura
Un tercer año y el vice-capitán del club de tenis de mesa. Apodado Munemune (ムネムネ?) debido a sus amplios pechos.
Kiruka Ushirode (後手 キルカ Ushirode Kiruka?)
Seiyū: Hisako Tōjō
Un tercer año y el capitán del club de tenis de mesa. Por lo general, usa un estilo de juego que involucra un golpe de retroceso que obliga a su oponente a cometer errores al devolver tiros, y disfruta imponiendo penalizaciones a sus compañeros de club durante la práctica.

### Mozuyama Junior High
Kururi Futamaru (二重丸 くるり Futamaru Kururi?)
Seiyū: Shiori Izawa
De tercer año y la vice-capitán del club de tenis de mesa. Ella es el as del club, y junto con Zakuro, llevan a su equipo a los Nacionales. Tiene una pensión por usar la palabra "muerte" cuando habla, y está enamorada de Zakuro. Ella usa un estilo de juego que involucra un recorrido de curva que obliga a sus oponentes a devolver los tiros que faltan en la mesa y girar a la izquierda.
Zakuro Zashikiwarashi (座敷童 石榴 Zashikiwarashi Zakuro?)
Seiyū: Nozomi Furuki
De tercer año y capitán del club de tenis de mesa. Comenzó a jugar después de ver a Kururi derrotar a todos los seniors en su equipo y se inspiró para jugar como ella. Ella tiene una tendencia a ser torpe y actuar como una tonta cuando habla.
Sachiko Sasorida (蠍田 幸子 Sasorida Sachiko?)
Seiyū: Rika Tachibana
Un miembro del segundo año del club de tenis de mesa que se ve a sí misma como la futura capitana, pero se siente subestimada por sus compañeros de equipo. Ella usa un estilo de juego fuera de ritmo que aleja a sus oponentes de su estilo de juego habitual.
Yura Yuragi (由良木 ゆら Yuragi Yura?)
Seiyū: Yoshino Aoyama
Un miembro del segundo año en el club de tenis de mesa que se llama Pendulum (振り子?), debido a su estilo de juego de obligar a sus oponentes a aumentar su resistencia y predecir qué disparos lanzarán.
Mayuu Kanenashi (鐘梨 まゆう Kanenashi Mayū?)
Seiyū: Ayumi Takeo
Miembro de segundo año del club de tenis de mesa que es amiga de Kimiko.
Kimiko Hamu (羽無 公子 Hamu Kimiko?)
Seiyū: Yuka Ōtsubo
Miembro de segundo año del club de tenis de mesa que es amiga de Kanenashi. Apodado Nom-Nom (名ノミ?)  debido a su constante comida en la boca.

### Academia de chicas de Tsumebame
Kumami Tsukinowa (月ノ輪 紅真深 Tsukinowa Kumami?)
Seiyū: Reina Ueda
De segundo año que anteriormente formaba parte del club de tenis de mesa de Suzemegahara, antes de transferirse a Tsumebame después de ser seducido por su capitán. El día que se fue, Agari le pidió que jugara un partido con ella antes de irse, pero se negó. Ella tiene un talento para el ventriloquismo que implica hablar con su horquilla que llama Kumanosuke.

## Medios de comunicación

### Manga
La serie de manga de Asano comenzó su serialización en 2013 en la revista Jump SQ.19 publicada por Shueisha, hasta que cambió a la plataforma en línea Tonari no Young Jump en 2015 después del final de la publicación de Jump SQ.19 . Entre el 4 de marzo de 2015 y el 4 de abril de 2016, la serie se ha compilado en siete volúmenes deTankōbon. El último capítulo fue lanzado el 1 de febrero de 2019.

#### Lista de volumen
| N.º | Fecha de lanzamiento en Japón | ISBN Japonés           |
| --- | ----------------------------- | ---------------------- |
| 1   | 4 de marzo de 2015            | ISBN 978-4-08-880204-6 |
| 2   | 4 de marzo de 2015            | ISBN 978-4-08-880257-2 |
| 3   | 4 de abril de 2016            | ISBN 978-4-08-880708-9 |
| 4   | 4 de octubre de 2016          | ISBN 978-4-08-880796-6 |
| 5   | 2 de diciembre de 2016        | ISBN 978-4-08-880832-1 |
| 6   | 4 de diciembre de 2017        | ISBN 978-4-08-881430-8 |
| 7   | 4 de marzo de 2019            | ISBN 978-4-08-881704-  |

### Anime
Una adaptación televisiva de anime de la serie se anunció en marzo de 2016. El anime es producido por Kinema Citrus, dirigido por Yasuhiro Irie y escrito por Hideyuki Kurata, con diseños de personajes de Junko Sugimura y música de MONACA. La serie se emitió en TV Tokyo entre el 3 de octubre de 2016 y el 19 de diciembre de 2016 y fue transmitida simultáneamente por Crunchyroll . El tema de apertura es "Shakunetsu Switch" (灼熱スイッチ Shakunetsu Suicchi?, lit. "Scorching Switch) "Interruptor abrasador ) por Suzumegahara Chūgaku Takkyū-bu ( Yumiri Hanamori, Minami Tanaka, Marika Kōno, Yūki Kuwahara, Ayaka Imamura e Hisako Tōjō), mientras que el tema final es "Bokura no Frontier" (僕らのフロンティア Bokura no Furontia?, lit "Our Frontier")  de Wake Up, Girls! . El anime será lanzado a través de seis volúmenes de Blu-ray y DVD.

#### Listado de episodios
| # | Título                                                                                                | Estreno                 |
| --- | --- | ----------------------- |
| 1 | «...¡Mi Corazón Está a Punto de Estallar!» «...Dokidoki suru!» (…ドキドキするっ！)                    | 3 de octubre de 2016    |
| El equipo de tenis de mesa de la Academia Oudou, que había sido campeón durante nueve años consecutivos, es repentinamente derrotado por la desconocida Academia Hayabusa. Mientras tanto, en Suzumegahara Municipal Junior School, Agari Kamiya, la mejor jugadora de la escuela, se encuentra con una tímida estudiante transferida llamada Koyori Tsumujikaze, que muestra interés en unirse al club de tenis de mesa. Al tener un partido de práctica contra ella, Agari se sorprende de lo hábil que parece ser Koyori. Mientras Agari se va a hacer una entrevista, Koyori juega contra los otros miembros del club, subiendo rápidamente en la clasificación del club después de vencer a diez miembros de primer año consecutivos. La reputación de Koyori entre el club aumenta aún más después de que ella logre vencer al cuarto miembro del club, Mune mune. A medida que se revela que Koyori ha sido semifinalista de prefectura en su escuela anterior, Agari se siente ansiosa de que su posición como as del club le sea quitada.                                                                                   | |                         |
| 2 | «Punto Ineludible» «Yuzurenai Basho» (譲れない場所)                                                   | 10 de octubre de 2016   |
| Habiendo ascendido al cuarto lugar después de vencer a Mune, Koyori se enfrenta al tercer miembro clasificado, Hokuto Itsumo. Hokuto gana una ventaja debido a su capacidad para forzar a su oponente a golpear como quiere, pero Koyori pronto se defiende, lo que hace que Hokuto salga de su estilo de juego calculador a una concentración feroz y logre ganar. Al día siguiente, mientras Koyori logra ganar contra el segundo miembro clasificado, Hanabi Tenka, Agari se desanima aún más cuando los otros miembros comienzan a declarar a Koyori su nuevo as. Determinada a proteger su primer puesto, Agari desafía a Koyori a un partido al día siguiente. | |                         |
| 3 | «¡¡Ámalo!!» «Suki!!» (好きっ!!)                                                                       | 17 de octubre de 2016   |
| Cuando comienza el partido, Agari usa su técnica de bucle para obtener una ventaja temprana contra Koyori. Sin embargo, Koyuri se emociona y comienza a contrarrestar los golpes de revés de Koyori, expresando su amor por el tenis de mesa. Al sentir una sensación palpitante, Agari recupera la sensación de diversión que solía tener para jugar al tenis de mesa antes de obsesionarse con la victoria y los elogios, lo que provocó los golpes de derecha que anteriormente había descartado. A pesar de perder el partido al final, Agari se siente feliz por el partido y se hace amiga de Koyori. Mientras tanto, Mune informa los eventos del día al presidente del club, quien se prepara para regresar al club después de una lesión en el pie. | |                         |
| 4 | «Aburrido Tenis de Mesa» «Taikutsu na Takkyū» (タイクツな卓球)                                        | 24 de octubre de 2016   |
| El presidente Kiruka Ushirode regresa al club y desafía a todos los demás miembros a que la ganen por un puesto en la lista de su equipo. Cuando Kiruka golpea a casi todos los miembros con su golpe de efecto, Agari, molesta por la impresión pasiva de Kiruka de todos, manifiesta su determinación de llegar a los nacionales y se enfrenta a ella. | |                         |
| 5 | «Quiero Sentir mi Corazón Correr Contigo» «Anata to Dokidoki Shitaikara» (あなたとドキドキしたいから) | 31 de octubre de 2016   |
| Agari comienza su combate con Kiruka, inicialmente luchando contra su aparentemente inexpugnable muro de defensa. Sin embargo, Agari logra sacar su aplastamiento de derecha, que había estado practicando desde su partido contra Koyori, logrando anotar contra Kiruka y ganar un lugar en la lista del equipo. Sintiendo que puede experimentar más emoción en su corazón si va a los Nacionales, Koyuri se enfrenta a Kiruka, quien también se siente emocionada por su partido, y también logra ganar un lugar en la lista junto con Agari y los otros jugadores de primer nivel. . Luego, cuando Agari señala que Kiruka ni siquiera estaba usando toda su fuerza y puede brillar más en los partidos de dobles, Kiruka establece una práctica contra Mozuyama Junior High. | |                         |
| 6 | «Amigos» «Tomodachi» (ともだち)                                                                       | 7 de noviembre de 2016  |
| Al darse cuenta de que la goma en la paleta de Koyori se ha desgastado, afectando su juego, Hokuto sugiere que compre algunos reemplazos, solo para descubrir que no tiene subsidio. Con este fin, Koyori comienza a trabajar a tiempo parcial en la tienda de tenis de mesa de Hokuto junto a Hanabi para ganar dinero para nuevas gomas. Mientras intenta reunir el coraje para tratar con los clientes, Koyori termina sirviendo a un cliente bastante peculiar. Cuando Koyori se acostumbra a su trabajo cuando Agari y los demás vienen a verla, Hokuto recuerda cómo se hizo amiga de Hanabi. | |                         |
| 7 | «Calibre Nacional» «Zenkoku-kō no Jitsuryoku» (全国校の実力)                                          | 14 de noviembre de 2016 |
| Como recompensa por su trabajo, Hokuto escoge una goma elástica para Koyori que la ayuda a disfrutar más del tenis de mesa. Las chicas pronto llegan a Mozuyama Junior High para su partido de práctica, donde Koyori se encuentra con la chica que conoció antes, Kururi Futamaru, quien ayudó a llevar a su equipo a los nacionales. Dice que juega por el bien de su capitán, Zakuro Zashikiwarashi, Kururi deja a Koyori preguntándose por qué ella misma juega al tenis de mesa. A medida que el partido de práctica comienza, Hanabi se enfrenta a Sachiko Sasorida, ganando los dos primeros juegos contra ella solo para que Sachiko regrese con sus jugadas fuera de ritmo, aprovechando la falta de resistencia de Hanabi para ganar el partido. A continuación, Hokuto se enfrenta a Yura Yuragi, quien gana una ventaja temprana. | |                         |
| 8 | «Dobles» «Daburusu» (ダブルス)                                                                        | 21 de noviembre de 2016 |
| Hokuto es llevado al punto de agotamiento por los mítines extendidos de Yura, perdiendo en última instancia contra ella a pesar de un fuerte regreso. En respuesta al deseo de Agari de ganar, Mune y Kiruka se enfrentan para enfrentar a Mayuu Kanenashi y Kimiko Hamu en un partido de dobles. A medida que avanza el partido, Kiruka se da cuenta de que Mune se está reprimiendo por el tobillo. Al recordar cómo compensan las debilidades de cada uno, Mune y Kiruka sacan todo de sí y ganan su partida, preparando el escenario para que Agari compita contra Zakuro. | |                         |
| 9 | «Nunca Me Alcances» «Watashi ni wa Todokanai» (私には届かない)                                        | 28 de noviembre de 2016 |
| Cuando Agari comienza su partido contra Zakuro, quien obtiene una ventaja temprana, Kururi recuerda cómo se unió al club de tenis de mesa de Mozuyama hace dos años. A pesar de que se les pidió que entrenaran a todos para los Nacionales, el estilo de juego temible de Kururi terminó por alejar a casi todos del club, con la excepción de Zakuro, quien continuó apoyándola. Mientras Agari se esfuerza por obtener la ventaja sobre Zakuro con sus golpes de derecha, se enfoca en su deseo de darle a Koyori la oportunidad de jugar y saca sus golpes de revés para volver al mismo terreno. Al cambiar sus golpes durante el set final, Agari se las arregla para ganar el partido, recordándole a Koyori la razón por la que juega tenis de mesa; para hacer que los corazones de ella y su oponente palpiten. El partido final entre Koyori y Kururi comienza entonces, con Kururi poniendo en evidencia su temible impulso de curva. | |                         |
| 10 | «Mi Marca de Tenis de Mesa» «Watashi no Takkyū» (わたしの卓球)                                        | 5 de diciembre de 2016  |
| Koyori continúa luchando contra las curvas de Kururi, lo que hace que las bolas se desvíen de la mesa. A pesar de quedarse atrás en dos juegos, Koyori sigue entusiasmada y decidida a hacer que Kururi sienta la misma emoción. Al recordar su práctica con Agari, Koyori finalmente logra encontrar el punto dulce de su remo, lo que le permite devolver las curvas de Kururi. Habiendo desarrollado su impulso de curva con Zakuro, Kururi comienza a dudar más, permitiendo que Koyori la alcance. Al darse cuenta de las preocupaciones de Kururi, Zakuro la alienta a pelear con su propia marca de tenis de mesa, lo que lleva a Kururi a seguir el ejemplo de Koyori y encontrar el punto óptimo de su curva. Mientras Kururi deja que su corazón se acelere para llevar a cabo su curva más poderosa hasta el momento, Koyori responde en serio y le devuelve los golpes, ganando el partido y el concurso. A pesar de su pérdida, Kururi descubre que Zakuro y los demás aún se preocupan por ella, independientemente de que ganen o pierdan, y le dan las gracias a Koyori por un partido que le ha dado un gran dolor. | |                         |
| 11 | «Campo de Entrenamiento» «Gasshuku» (合宿)                                                            | 12 de diciembre de 2016 |
| Mientras parten para un campo de entrenamiento, las chicas se encuentran con Kumami Tsukinowa, un excompañero de equipo que parece tener un historial con Agari. A medida que el campamento se pone en marcha, Agari, quien está preocupada por sus habilidades luego de vencer por poco a Zakuro, lucha para lograr golpes letales. Las chicas también notan que Agari está preocupada por Kumami, quien se negó a jugar contra ella cuando fue transferida a la Academia de chicas de Tsumebame. Alentada por sus amigos a hacer todo lo que pueda antes de enfrentarse a Tsumebame en las eliminatorias nacionales, Agari pretende mejorar sus éxitos. | |                         |
| 12 | «Juntos Podemos Ir Tan Lejos Como Queramos» «Futari de Nara Dokodemo demo» (ふたりでならどこでもでも) | 19 de diciembre de 2016 |
| Cuando las chicas comienzan a trabajar en sus debilidades individuales, Koyori decide tomar medidas no convencionales para ayudar a Agari a mejorar sus golpes de derecha. Mientras tanto, Mune se siente excluido, ya que Kiruka pasa más tiempo enseñando a los otros estudiantes en lugar de centrarse en su práctica de dobles, pero se siente tranquilizada por el deseo de Kiruka de ayudar a sus estudiantes de primer año. En el último día del campamento de entrenamiento, Agari y Koyori dedican un tiempo a enseñar a algunos de sus alumnos de primer año, lo que pronto atrae la atención y se convierte en un torneo nocturno. El torneo pronto culmina en un partido entre Agari y Koyori, donde Agari logra perfeccionar su golpe de derecha. Con su determinación y amor por el tenis de mesa fortalecido, el equipo se fijó en los Nacionales. | |                         |

## Recepción
Anime News Network hizo que cuatro editores revisaran el primer episodio del anime: Theron Martin dijo que a pesar de la suave producción, la animación de trabajo y los diseños típicos de moe, elogió la escritura del programa por su encanto y elementos de moe, y dejó suficiente espacio. para el desarrollo del carácter entre sus dos principales pistas; Nick Creamer inicialmente no se mostró impresionado por la estética del programa en las escenas iniciales y lo describió como "actividades de club sin sentido más torpe servicio de fans", pero se enganchó por la configuración de conflicto entre los diferentes puntos de vista de Agari y Koyori sobre la práctica del tenis de mesa y su adecuada entrega de deportes. narrativa; Paul Jensen encontró que la serie estaba en conflicto con su mezcla de elementos de la comedia y los deportes de la escuela y prefería que fuera con el último género para centrarse tanto en el tenis de mesa como en la relación Agari-Koyori. La cuarta revisora, Rebecca Silverman, criticó la dirección de arte y los diseños de los personajes por ser genéricos y molestos y por la animación de las escenas de ping pong por carecer de entusiasmo para los espectadores. Silverman agregó que la serie tiene potencial al centrarse más en la explicación del ping pong y en el enigma de Agari de querer sobresalir en el deporte mientras que quiere tener amigos, y concluye con: "En este momento, este episodio es una gran pregunta. - ¿Aprenderá a equilibrar sus elementos? ¿Ganará el drama deportivo, o el moe? No estoy seguro de que valga la pena averiguarlo ".